# Lakjärvenrahka
Lakjärvenrahka är en mosse i Finland. Den ligger i landskapet Egentliga Finland, i den sydvästra delen av landet, 160 km väster om huvudstaden Helsingfors.
Mossen ligger i den nordvästra delen av Kurjenrahka nationalpark, nära Pukkipalo och Lakjärvi. Myrområdet är labyrintiskt, omgivet av bergiga skogar, med små högmossar, många andra kärrtyper och skogsholmar.